# Mauretania na Mistrzostwach Świata w Lekkoatletyce 2009
Mauretania na Mistrzostwach Świata w Lekkoatletyce 2009 – reprezentacja Mauretanii podczas czempionatu w Berlinie liczyła 2 zawodników, spośród których żaden nie awansował do finału. 

## Występy reprezentantów Mauretanii

### Mężczyźni
- Bieg na 1500 m
  - Abdallahi Nanou z czasem 4:09,77  (rekord życiowy) zajął 51. miejsce w eliminacjach i nie awansował do półfinału.

### Kobiety
- Bieg na 400 m
  - Khoury Keita została zdyskwalifikowana w biegu eliminacyjnym.